# تحت الترابيزة (فلم)
تحت الترابيزة فيلم كوميدي مصري من إنتاج سنة 2016. الفيلم من إخراج سميح النقاش، وتأليف وليد يوسف، ومن بطولة محمد سعد، نرمين الفقي، حسن حسني، منة فضالي، إسماعيل فرغلي، عزت أبو عوف.

## القصة
تدور أحداث الفيلم في إطار كوميدي حول المحامي (عاصم سنجاري)، الذي يتعرض لحادث قطار، فيتحول إلى شخص آخر وهو (حنكو)، ويقوم بالترافع في قضايا لعدد من الوزراء المتهمين في قضايا فساد.

## بطولة
| - محمد سعد:عاصم سنجاري/حنكو عبد الرحمن - منة فضالي:هايا - زوجة عاصم سنجاري - نرمين الفقي:حياة النفوس نورشان آدم - حسن حسني:نجاتي الفيومي - إسماعيل فرغلي:مليجى - أمين الشرطة الفاسد - ندى سيف:رنا عاصم سنجاري - عزت أبو عوف:بهجت عثمان - الوزير سابقاً - محمد قشطة:فادى أبو دومه - رجل الأعمال الفاسد | - إحسان الترك:سعدنى النجار - تاجر المخدرات - هاني العدوي - علي فتله - إسلام صبري - حسن الجزائري - إبراهيم توفيق - أيسل مصطفى - نجلاء الجمال | - أحمد عبد الواحد - مايا شريف - سهر محمود - الأميرة ديانا - هويدا السودانية - محمد الشهاوي - إبراهيم عمران - ضياء سليمان | - محمود الشوربجي - مديحة الحسيني - سهير الصايغ - بدوي فهمي - محمد اللمبي - محمد كمال - هاني مظلوم:طبيب |